# オマハ (軽巡洋艦)
オマハ (USS Omaha, CL-4) は、アメリカ海軍の軽巡洋艦。オマハ級軽巡洋艦の1番艦。艦名はネブラスカ州オマハに因む。その名を持つ艦としては2隻目。

## 艦歴
オマハはワシントン州タコマのトッド・シップビルディング社で1918年12月6日に起工する。1920年12月14日にルィーズ・ブッシュネル・ホワイトにより命名・進水し、1923年2月24日に艦長デーヴィッド・C・ハンラハン大佐の指揮下で就役した。
就役後オマハは大西洋艦隊に加わり平時を過ごす。この間の主な任務は訓練であり、オマハは艦隊の中でも砲術および通信において優れるとして何度か表彰を受けた。平時の巡航では地中海およびカリブ海で数々の親善訪問を行い、アメリカ海軍の威容を示した。
第二次世界大戦への参戦直前である1941年11月6日、駆逐艦 サマーズ (USS Somers, DD-381) と共に大西洋中部の赤道付近で中立パトロールを行っていたオマハは不審な行動をとる船を観測した。その船は身元の証明を拒絶し回避行動をとったため、オマハは停船を命じた。不審船は星条旗を掲揚し、船尾には「ウィルモト (Willmoto of Philadelphia) 」の船名があった。

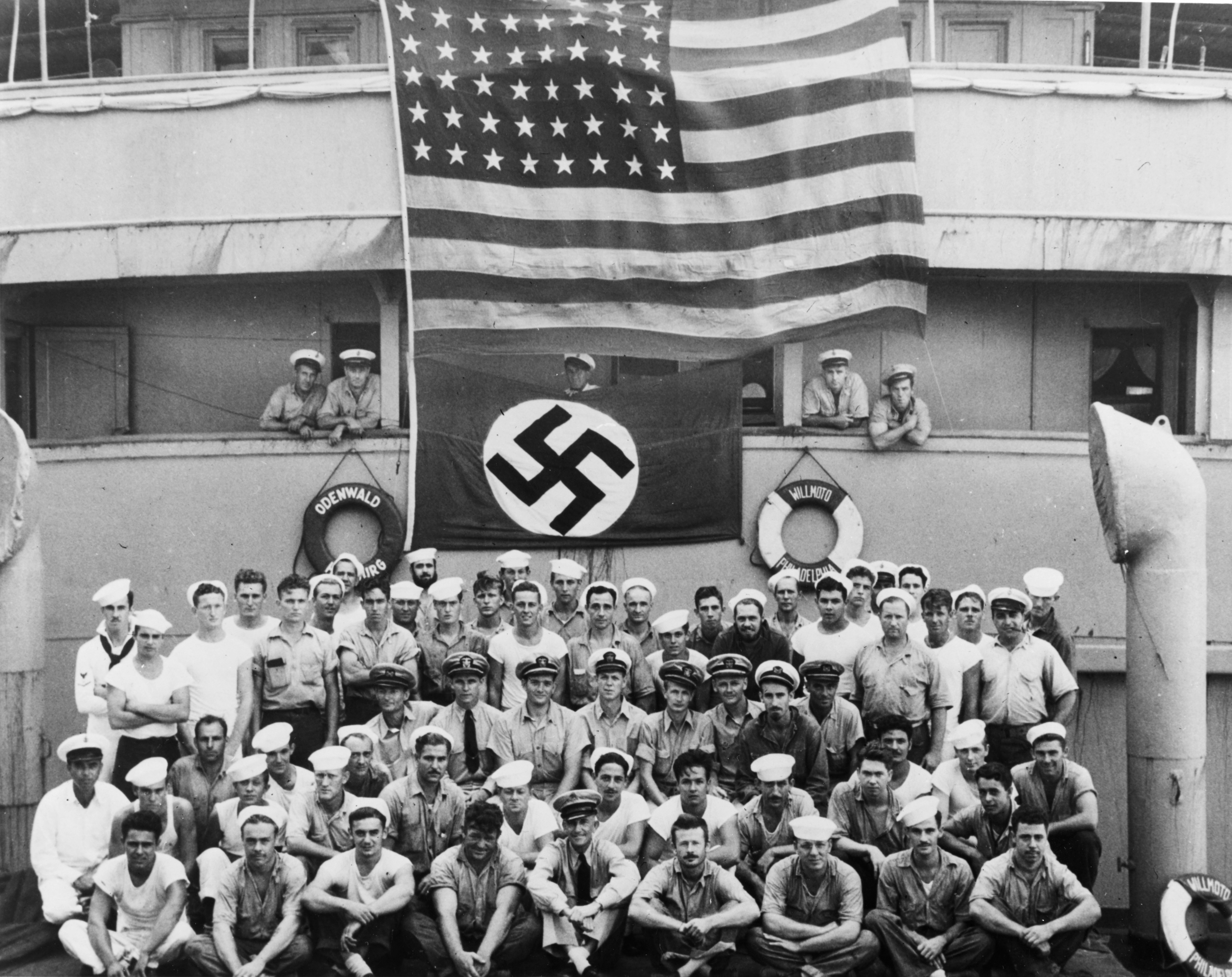
オーデンヴァルト船上のオマハ乗組員

オマハの部隊がウィルモトに乗り込もうとすると、ウィルモトの乗員は救命ボートを降ろし船が沈んでいるという信号旗を掲げた。部隊がウィルモトに乗り込むと、彼らは船内から爆発音を聞いた。逃げ出そうとする乗員の一人が「これはドイツの船で、沈みます！」と叫んだ。オマハからの部隊は危険にもかかわらず船を救い、プエルトリコに運んだ。不審船の正体はドイツの封鎖突破船「オーデンヴァルト (Odenwald) 」であった。オーデンヴァルトの拿捕はアメリカ海軍における大きな事件の一つであった。
アメリカ合衆国が第二次世界大戦に参戦すると、オマハは南大西洋のパトロールを継続し、ドイツの密航船への対応を行った。ブラジルを拠点として駆逐艦ジョーエット (Jouett, DD-396) と共に行動中の1944年1月4日に、オマハは不審船を発見、船は直ちに穴が開けられ、乗組員は救命艇で脱出を始めた。オマハは船に接近して船を沈没から救った。翌日、別の不審船を発見したが乗組員が発砲したためオマハは砲撃を行い、船は沈没した。両船ともドイツへゴムを運ぼうとしていた。
3月、フランス南部での上陸作戦への参加準備のためオマハはナポリへ向かう。8月19日、オマハはトゥーロンに対する艦砲射撃部隊の護衛を担当し、その3日後、ポルクロール島の攻撃に参加、同島のドイツ軍守備隊は降伏した。
8月23日にはジアンの降伏式に参加、25日にはトゥーロン地区の目標に対する砲撃を行う。その後オマハは攻撃作戦から離脱し偵察巡回任務に就く。1945年8月15日の終戦時、オマハは南大西洋での偵察任務にあった。
オマハは偵察部隊から離れフィラデルフィアに向けて出航、9月1日に到着した。10月17日までに退役予定艦に選択され、1945年11月1日に退役した。オマハは1945年11月28日に除籍され、1946年2月にフィラデルフィア海軍工廠でスクラップとして廃棄された。
オマハは第二次世界大戦の戦功で1個の従軍星章を受章した。セオドア・E・チャンドラーは艦長としてオマハを指揮し、ジョージ・リンカーン・ロックウェルは乗員としてオマハで勤務した。